# Euloxia hypsithrona
Euloxia hypsithrona là một loài bướm đêm trong họ Geometridae.